# Legion Wasa

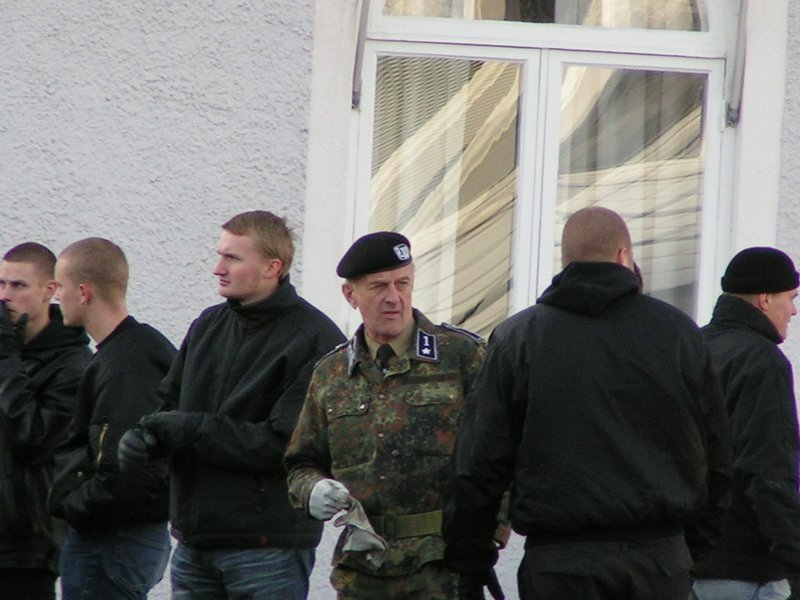
Curt Linusson (i kamouflage) deltar i en NSF-demonstration i Växjö 2003

Legion Wasa är en svensk nynazistisk paramilitär organisation. Legion Wasa grundades 1999 och leds av den tidigare hemvärnsmannen Curt Linusson. Organisationen anges 2012 "ligga i dvala".
Organisationen har vid flera tillfällen uppmärksammats i massmedia. Under Irakkriget försökte man sätta samman en styrka för att delta i striderna på Saddam Husseins sida, men då man vände sig till den irakiska staten ville denna inte tillhandahålla resa och husrum.
Fyra medlemmar i Legion Wasa misstänktes 2004 för att ha planerat massmord på politiska motståndare. De åtalades för förberedelse till terroristbrott men friades från det brottet februari 2005. Däremot dömdes tre av de åtalade till fängelse mellan ett år och tre månader och två år, för bland annat grov skadegörelse och dopingbrott.
17 mars 2003 deltog en kvinnlig representant för organisationen i debattprogrammet Hannah i TV 3 där man bereddes möjlighet att framföra sina åsikter. I programmet medverkade också Nationaldemokraternas dåvarande organisatör Tor Paulsson.
En av organisationens förebilder är Gösta Hallberg-Cuula.